# Homobremia insolens
Homobremia insolens är en tvåvingeart som först beskrevs av Ephraim Porter Felt 1920.  Homobremia insolens ingår i släktet Homobremia och familjen gallmyggor.
Artens utbredningsområde är New York. Inga underarter finns listade i Catalogue of Life.